# Butimanu
Butimanu (auch Butimanu-Luceanca) ist eine rumänische Gemeinde im Kreis Dâmbovița in der historischen Region der Großen Walachei. Die Gemeinde besteht aus dem Gemeindesitz Butimanu und den Dörfern Bărbuceanu, Lucianca und Ungureni.

## Nachbarorte
| Iazu     | Fântânele                                   | Tătărăi   |
| Săbiești | Kompassrose, die auf Nachbargemeinden zeigt | Niculești |
| Ghimpați | Lucianca                                    | Ungureni  |

## Geschichte
Ende des 19. Jahrhunderts trug die Gemeinde den Namen „Butimanu-Luceanca“ und gehörte zum Stuhl Snagov im Kreis Ilfov. Ihr gehörten die Dörfer Linia-Luceanca, Luceanca, Pășcăneanca, Sterianu de Sus, Sterianu de Mijloc und Sterianu de Jos an. Durch die Verwaltungsreform von 1925 wurde die Gemeinde Butimanu-Lucianca dem Stuhl Buftea-Bucoveni im Kreis Ilfov angegliedert. Die Verwaltungsreform von 1931 brachte den Zusammenschluss der Dörfer Sterianu de Sus, Sterianu de Mijloc und Sterianu de Jos unter dem Namen Sterian. Gleichzeitig wurde das Dorf Linia-Lucianca in Linia umbenannt. 1950 gehörte die Gemeinde zum Raion Răcari in der Region București. 1968 erhielt die Gemeinde ihre heutige Verwaltungsstruktur und gehörte dem Kreis Ilfov an. Die Dörfer Linia und Sterianu wurden nach Butimanu eingemeindet. Seit der Verwaltungsreform von 1981 gehört die Gemeinde Butimanu dem Kreis Dâmbovița an.

## Persönlichkeiten
- Constantin Prezan (1861–1943), General im Ersten Weltkrieg; 1930 Marschall von Rumänien